# Kalle Lassila
Pour les articles homonymes, voir Lassila (homonymie).
Kalle Lassila, né le 23 janvier 1985 à Veteli, est un fondeur finlandais. 

## Biographie
Kalle Lassila débute en Coupe du monde en mars 2005 et obtient comme meilleur résultat une quatrième place lors du sprint classique de Kuusamo en novembre 2008.
Il participe aux Jeux olympiques d'hiver de 2010, où il atteint les demi-finales du sprint pour une dixième place finale.

## Palmarès

### Jeux olympiques d'hiver
| Épreuve / Édition | Sprint                           | Sprint    | 15 km | 15 km     | Poursuite 2 × 15 km | 50 km classique | Relais | Relais    |
| Épreuve / Édition | libre                            | classique | libre | classique | Poursuite 2 × 15 km | 50 km classique | Sprint | 4 × 10 km |
| JO 2010 Vancouver | Épreuve inexistante à cette date | 10e       | —     | —         | —                   | —               | —      | —         |

### Championnats du monde
Il a participé à trois Championnats du monde, se classant 11e du sprint classique en 2007, 18e du sprint libre en 2009 et 28e du sprint classique en 2013.

### Coupe du monde
- Meilleur classement général : 49e en 2009.
- Meilleur résultat individuel : 4e.

#### Différents classements en Coupe du monde
| Année     | Classement général final | Classement sprint |
| 2004-2005 | 151e                     | 77e               |
| 2005-2006 | 137e                     | 61e               |
| 2006-2007 | 93e                      | 45e               |
| 2007-2008 | 67e                      | 33e               |
| 2008-2009 | 49e                      | 17e               |
| 2009-2010 | 57e                      | 20e               |
| 2011-2012 | 108e                     | 55e               |
| 2012-2013 | 76e                      | 35e               |